# Francisco Kröpfl
Francisco Kröpfl (* 26. Februar 1931 in Timișoara, Rumänien; † 15. Dezember 2021 in Palermo) war ein argentinischer Komponist.

## Leben
Kröpfls ungarische Eltern emigrierten mit ihm bereits 1932 nach Argentinien. Dort studierte er in Buenos Aires bei Juan Carlos Paz. 1950 wurde er Mitglied der Agrupación Nueva Música, die er seit 1956 leitete. Entscheidend für seinen musikalischen Werdegang war die Begegnung mit Pierre Boulez, der 1954 in Buenos Aires gastierte. 1959 richtete Kröpfl das erste dauerhafte Studio für elektronische Musik in Lateinamerika ein. 1967 wurde er Direktor der Abteilung für Elektronische Musik am Centro Latinoamericano de Altos Estudios Musicales (CLAEM), 1972 Leiter der Abteilung für zeitgenössische Musik am Centro de Investigación en Comunicación Masiva, Arte y Tecnología (CICMAT). Von 1982 bis 2006 war er Institutschef und Leiter des elektroakustischen Klanglabors am Centro Cultural Ciudad de Buenos Aires. Kröpfl war außerdem Präsident der Federación Argentina de Música Electroacústica (FARME) und lehrte als Professor an der Universität Buenos Aires. Zu seinem Schülerkreis zählte u. a. Oscar Edelstein.
Im Dezember 2021 verstarb Kröpfl im Alter von 90 Jahren.

## Schaffen
Neben Orchester- und Vokalwerken, Kammer- und Filmmusiken nahmen Kollektivkompositionen im Schaffen Kröpfls einen bedeutenden Platz ein. Stilistisch finden sich in seinem Werk Elemente der Zwölftontechnik sowie atonale und serielle Einflüsse. In Lateinamerika gehört Kröpfl zu den Pionieren auf dem Gebiet der elektroakustischen Musik.

## Auszeichnungen
- 1977: Guggenheim-Stipendium
- 1989: Preis Magistere vom Institut international de musique électroacoustique de Bourges
- 2009: Premio Konex
- 2012: Lifetime Award der Academia Nacional de Bellas Artes

## Werke (Auswahl)
- Nummer 1 für Oboe, Trompete, Posaune, Violine, Kontrabass und Gitarre
- Nummer 2-4 für Synthesizer
- Estudio Nr. 7
- Música für Flöte und Klarinette, 1951
- Dimensión, Filmmusik, 1960
- Música für drei Schlagzeuger und elektronische Klänge, 1963
- Dialoge I und II für elektronische Musik, 1964/65
- Mutación I für Tonband, 1968
- Variante für Tonband, 1969
- Quebracho, Filmmusik, 1974
- Orillas für Tonband, 1988
- Metropolis Buenos Aires, Klangcollage, 1989
- Adagio in Memoriam für Streichorchester, 1995
- Relato, Melodram, 2006
- Divergencias para diez instrumentos, 2015